# Rosa-louca
A rosa-louca (Hibiscus mutabilis) é uma planta de clima tropical originalmente nativa do sul da China e Taiwan, mas atualmente encontrada em todos os continentes, exceto na Antártica.

## Etimologia
O nome mutabilis (traduzido do latim: mutável) vem do fato de suas flores sofrerem mutação ao longo do dia.
Também é chamada como amor-dos-homens, aurora, malva-rosa, mimo-de-vénus, papoila, papoula-de-duas-cores, rosa-branca, rosa-de-algodão, rosa-de-são-francisco, rosa-mudança e rosa-paulista.

## Cacterísticas
É um arbusto semi-lenhoso, ereto, ramificado, alcançando até 4 metros de altura.
Suas folhas são típicas das Malvaceae, dentadas, ásperas e decíduas em regiões temperadas.
Suas flores são laterais, grandes, isoladas e abundantes na primavera-verão. Elas abrem de manhã na cor branca e, com o fluir do dia, ficam róseas de tarde e magenta de noite ao murcharem. No entanto, essa mutação acontece quando as flores desenvolvem o néctar. Após produzir antocianina (que a faz ficar rosa), ela consegue atrair visitantes que consomem o néctar de suas flores e saem com os pólens grudados em seus corpos, e, ao encontrarem outras rosas-loucas, eles deixam esses poléns facilitando a reprodução da espécie.

## Cultivo
O arbusto é de fácil cultivo e adaptável à maioria de localizações e condições. Ele prefere uma terra fértil e rica em matéria orgânica. Cresce em sol pleno ou sombra parcial e aprecia solo mantido úmido, mas não encharcado.
Ele também tolera a seca, frio (todos os do Brasil) e calor. Multiplica-se facilmente por sementes, estaquia e alporquia.

## Galeria

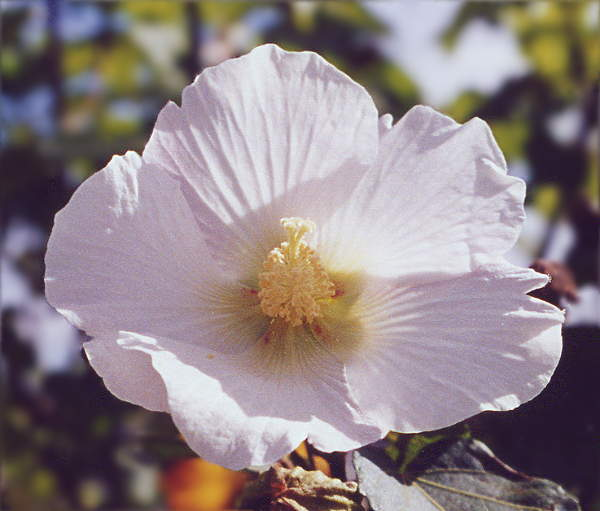
Flor de manhã
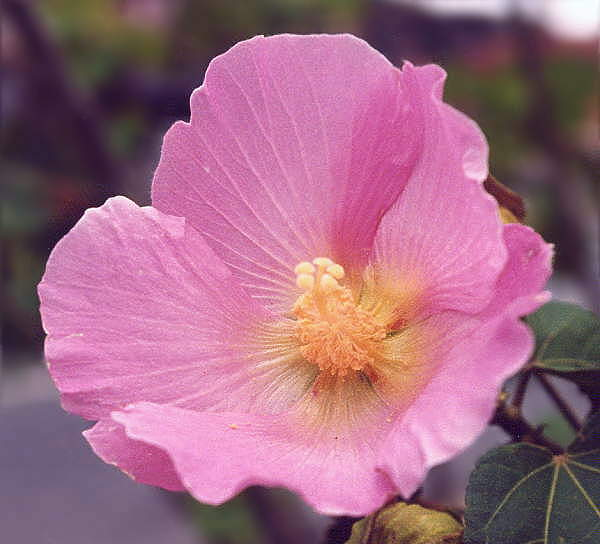
Flor de tarde
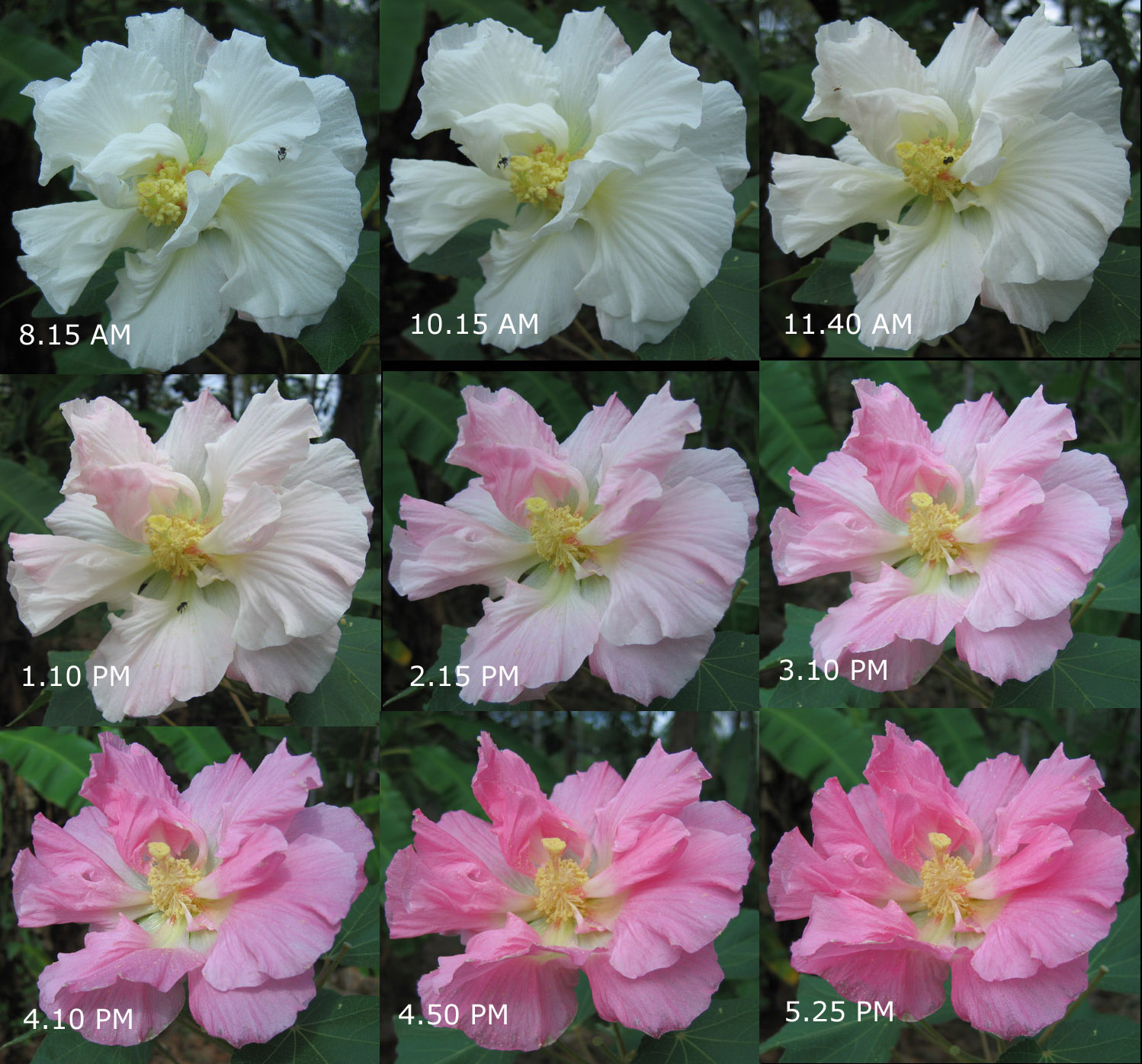
Mudança durante o dia